# GAZon
 (avril 2021).
Si vous disposez d'ouvrages ou d'articles de référence ou si vous connaissez des sites web de qualité traitant du thème abordé ici, merci de compléter l'article en donnant les références utiles à sa vérifiabilité et en les liant à la section « Notes et références ».
Le GAZ-3307 (surnommé GAZon) était un camion produit par GAZ de 1989 à 2019.

## Histoire

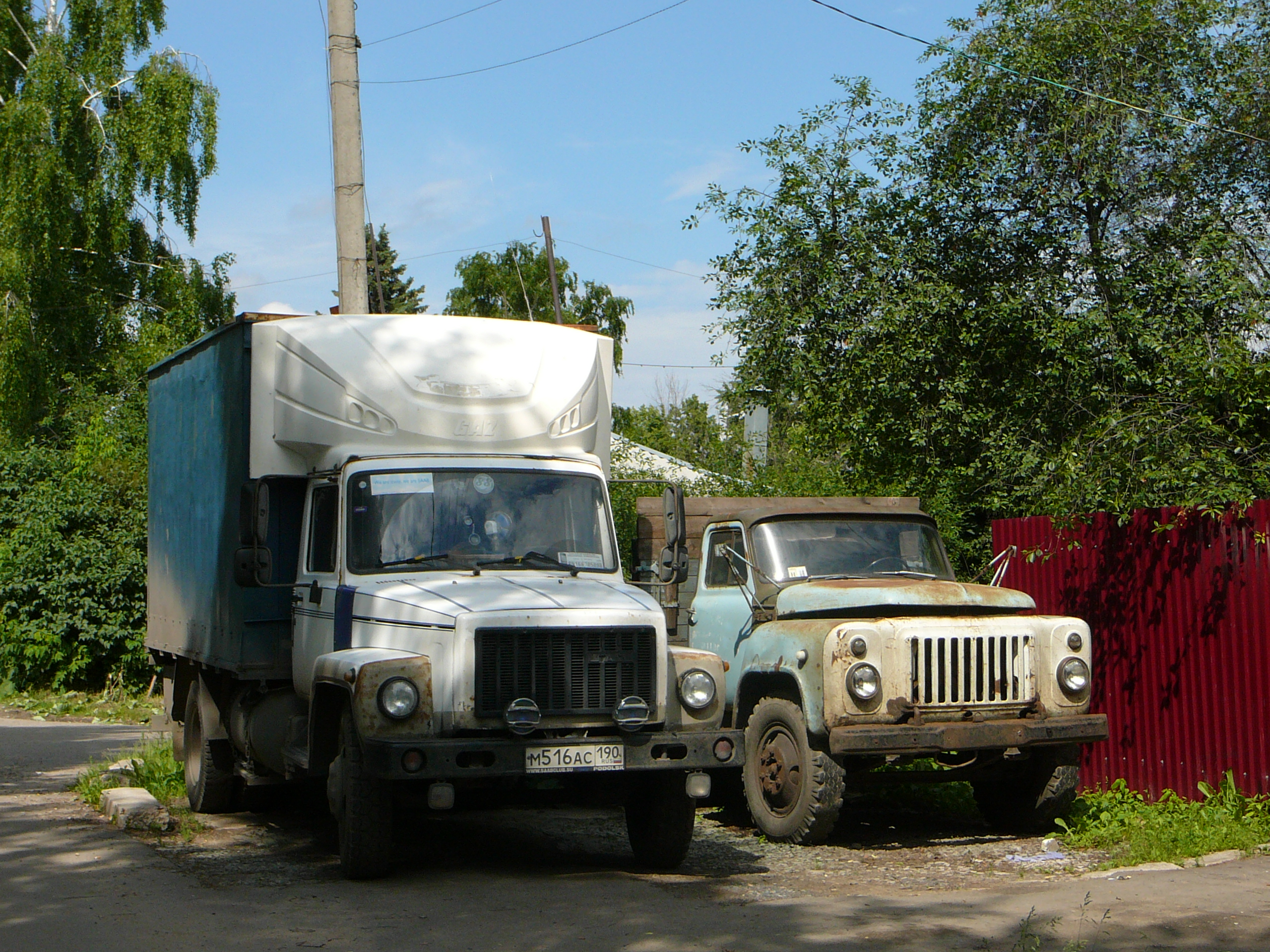
GAZ-3307 avec son prédécesseur, le GAZ-53, à Podolsk, oblast de Moscou, Russie

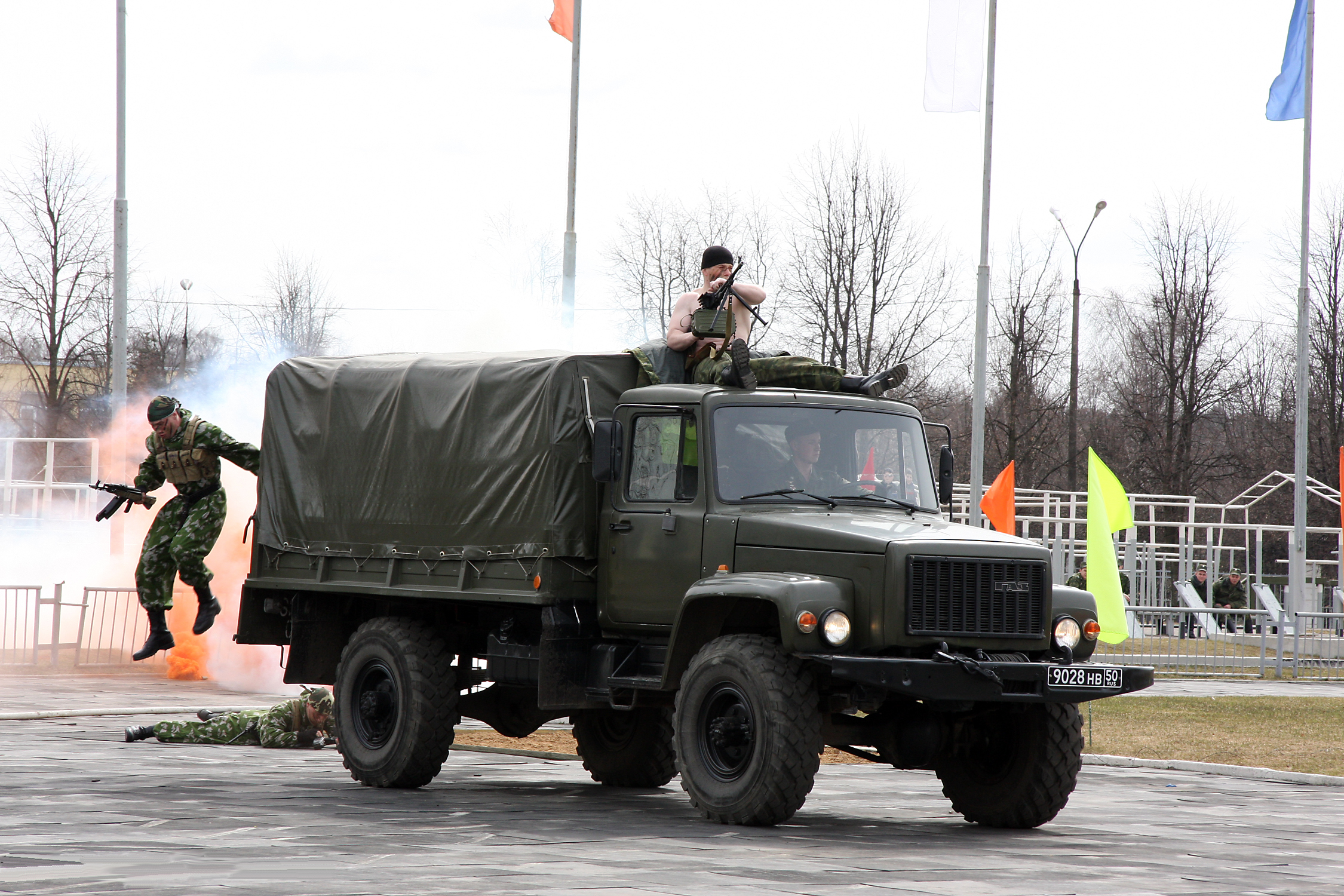
Le GAZ-3308 était une modification militaire 4x4 du camion standard GAZ-3307. Ici, on peut le voir servir dans la 27e brigade de fusiliers motorisés de la Garde.

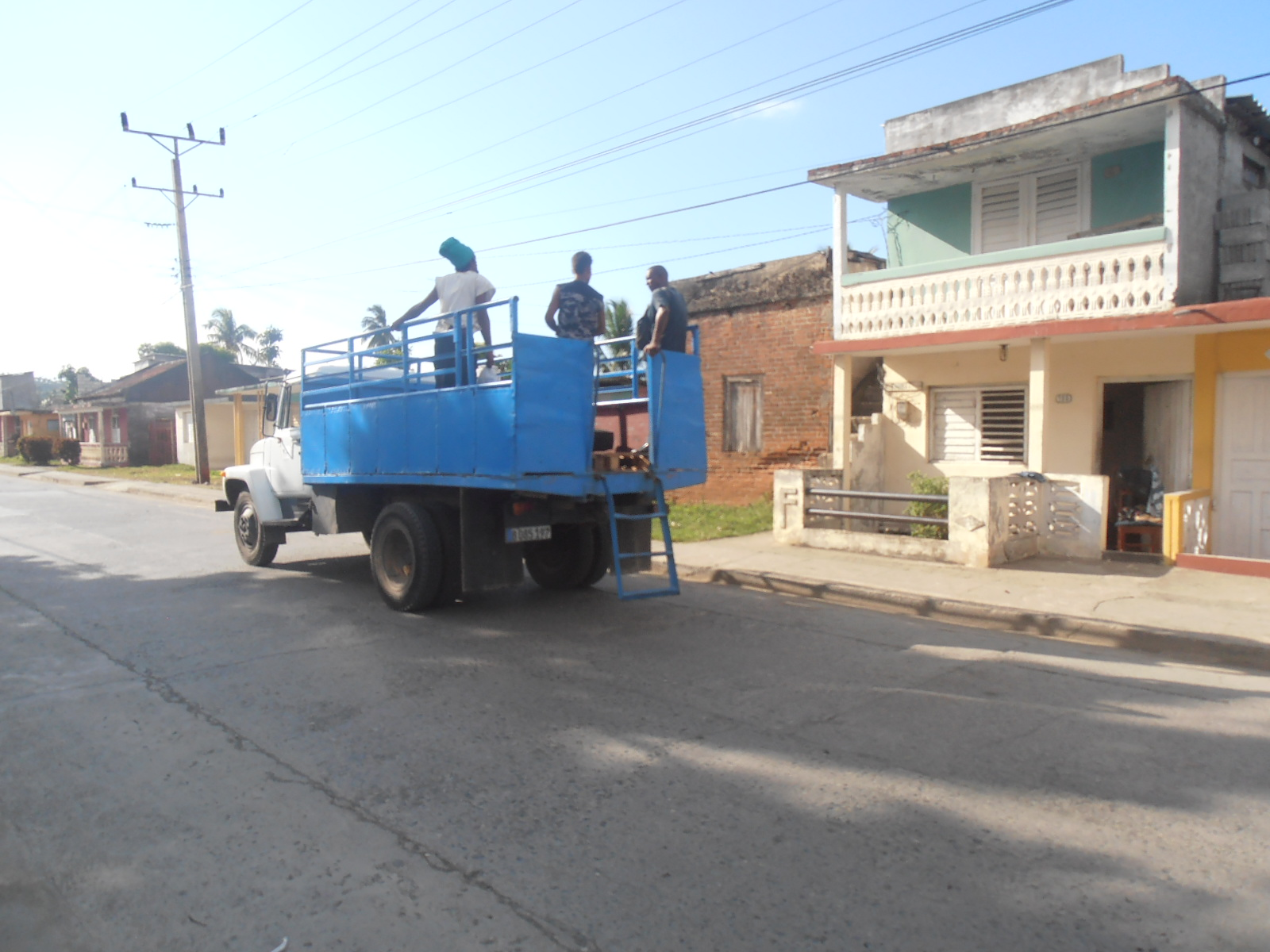
Vue arrière du GAZ-3307

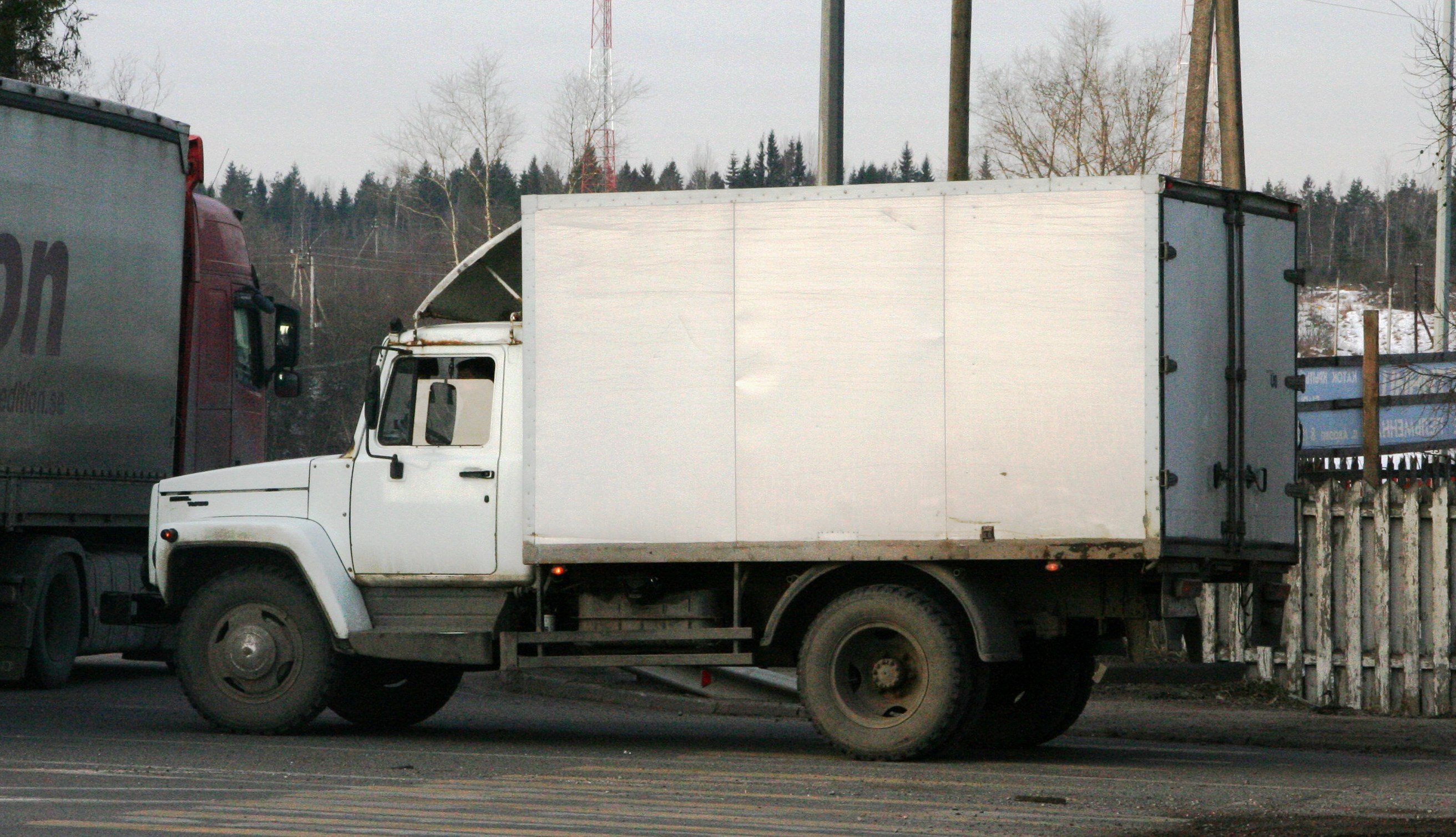
Fourgon GAZ-3307

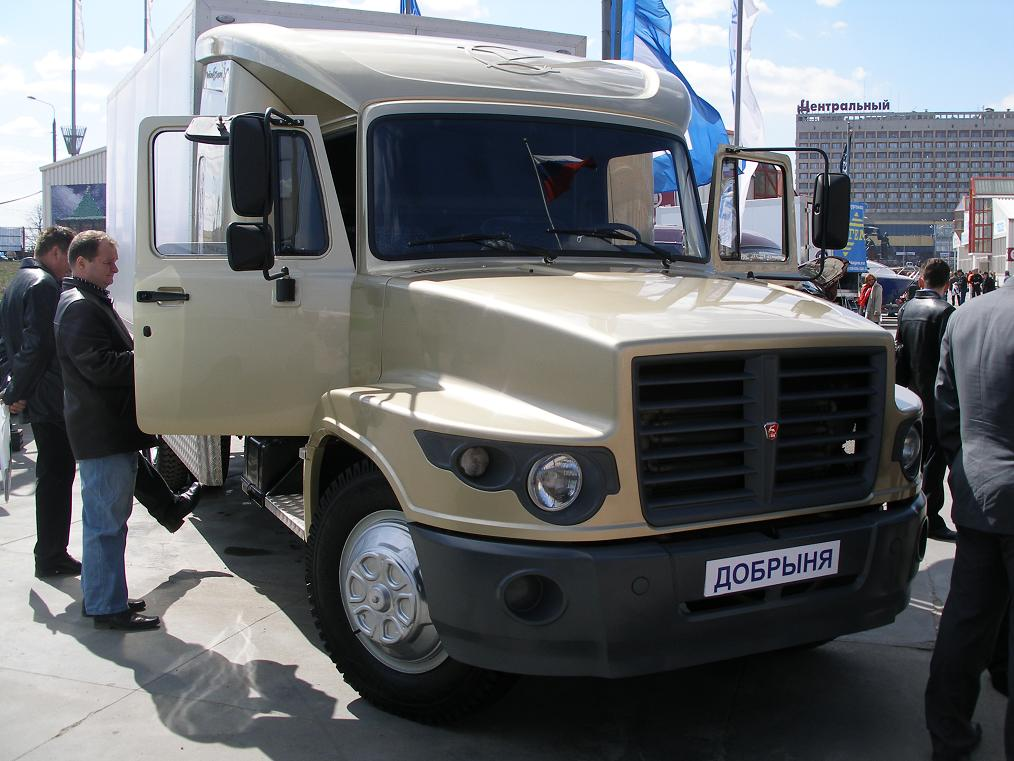
GAZ-3307 "Dobrynja" révisé

En 1974, Magirus Deutz remporte un contrat (appelé Projet Delta) pour la livraison en 1975-1976 d'environ 9 500 camions-bennes et plateaux (Magirus М232 D19 et M290 D26) à l'URSS pour travailler à la construction de la route principale Baïkal-Amour Ligne (BAM). Cette commande est la plus importante de l'histoire de l'entreprise. Ces modèles étaient des produits KHD optionnels réservés à l'exportation et qui n'étaient pas proposés sur le marché intérieur allemand. Le 1er janvier 1975, le premier lot de camions Magirus destinés à la construction du BAM était prêt à être envoyé en Union soviétique. Beaucoup de ces camions sont encore en service aujourd'hui. Principalement grâce à cette seule commande, en 1975, les produits d'exportation représentaient 70 % de la production totale de Magirus-Deutz, et l'entreprise était le deuxième constructeur allemand de camions.
En 1982, KHD, l'ancien propriétaire de Magirus-Deutz, a vendu les droits de licence pour la production soviétique de 25 000 moteurs diesel de la série 413. Ceux-ci devaient être installés sur les camions lourds et autres véhicules de l'URSS.
Alors que GAZ développait un remplacement pour sa gamme obsolète de camions GAZ-53, son look s'est porté sur ces camions Magirus Deutz, qui étaient bien avancés par rapport à la plupart des autres modèles soviétiques, et ils ont décidé de baser partiellement leur nouveau modèle sur le camion allemand. Ainsi, le GAZ-3307 résultant aurait une cabine Magirus-Deutz Eckhauber fortement modifiée et un châssis et un moteur GAZ-53 modernisés, du moins dans un premier temps.
En octobre 1989, GAZ a lancé le nouveau modèle GAZ-3307, doté d'un moteur à essence V8, d'une cabine Magirus Deutz fortement modifiée et du châssis de son prédécesseur GAZ-53. L'année suivante, apparaissent les modèles dérivés « GAZ-33075 » et « GAZ-33076 », tous deux équipés du moteur ZMZ-513. Ce moteur était équipé de GPL pour le "GAZ-33075" et de gaz naturel pour le "GAZ-33076", mais les deux modèles sont capables de brûler simultanément de l'essence avec un indice d'octane d'au moins 80.
En 1994, le GAZ-3309 a été introduit. Ce camion est doté d'un empattement allongé et d'un moteur diesel à quatre cylindres dont les cylindres sont disposés en série. Des moteurs de fournisseurs japonais et des moteurs diesel six cylindres ont également été installés occasionnellement. En 1999, le GAZ-3310 "Valdai" a été développé sur la base du châssis GAZ-3307. Vers 2007, une variante avec une conception révisée basée sur le GAZ-3309 a été introduite, le véhicule s'appelle « Dobrynya » (russe : Добрыня). On ne sait pas si une production de masse a eu lieu.
Le "GAZ-3308" est une modification militaire du camion GAZ-3307 à transmission intégrale. Le camion porte également le surnom de « Sadko » (russe : Садко), en l'honneur du personnage légendaire du même nom. Initialement, des moteurs à essence étaient utilisés, mais plus tard, seules des versions avec moteurs diesel étaient disponibles. Pendant une courte période, le moteur GAZ-562 a été utilisé sous licence de Steyr, mais cette approche a pris fin en 2001. Depuis 2005, le GAZ-33086 est produit en version avec une charge utile de quatre tonnes. En outre, plusieurs autres équipements ont été construits, tels que des ascenseurs mobiles, des bennes et des camions de pompiers. En 2014, le Sadko NEXT, le successeur du GAZ-3308, a été introduit, dont la production en série a repris en 2019. En janvier 2020, la production du GAZ-3308 a été interrompue.
En raison des bonnes caractéristiques du terrain, le GAZ-3308 est utilisé par diverses armées. Le camion est équipé d'une transmission intégrale permanente, d'un système de surveillance de la pression des pneus, d'un système ABS, d'un treuil en option et d'un préchauffeur moteur pour les régions froides.
Le successeur du GAZ-3307 est le GAZon NEXT, introduit en 2014 et produit en série depuis. Depuis 2016 environ, le GAZ-3307 n'était plus répertorié par le constructeur dans sa gamme de véhicules, mais était toujours disponible à la commande. Le GAZ-3309, en revanche, était proposé inchangé. En janvier 2020, la production des deux modèles a été interrompue au profit de leurs successeurs respectifs.
Plusieurs autres modèles ont été produits au cours de la période de production de 31 ans, identifiés par des numéros ajoutés à la désignation de base GAZ-3307. Dans le cas de superstructures spéciales, le typage était également complètement différent. Au total, 1,5 million d'unités ont été construites, dont au moins 900 000 étaient destinées au marché russe. Le bus KAvZ-3976 a également été construit sur la base du GAZ-3307, qui a repris le châssis et une partie de la carrosserie. Le moteur a également été installé dans plusieurs variantes du GAZ-3307.